# Michele Carlo Althann
Michele Carlo Althann (tedesco: Mihály Karl von Althan; Kłodzko, 29 maggio 1702 – Vienna, 6 giugno 1756) è stato un vescovo cattolico tedesco, arcivescovo di Bari e Canosa e vescovo-conte di Vác.
Discendeva da un'importante famiglia della nobiltà imperiale.

## Biografia

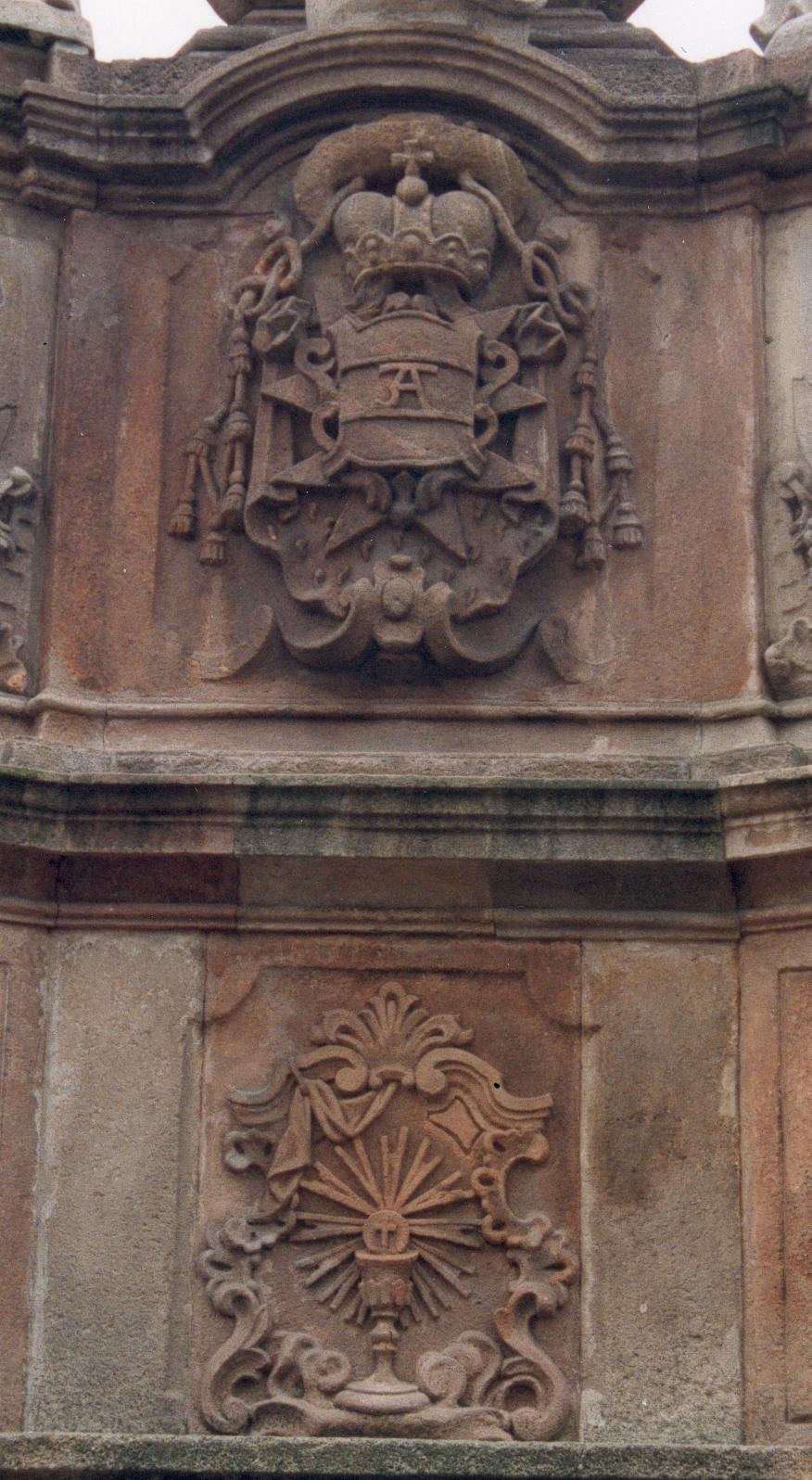
Stemma Althann sulla colonna della SS. Trinità a Vác

I genitori Ferdinando ed Eleonora Lazansky von Bukowa (Lažanská z Bukové) lo avviarono alla carriera ecclesiastica a partire dagli studi alla Università Gregoriana di Roma, condotti ai tempi in cui lo zio, il cardinale Michele Federico Althann, si trovava a Roma (1718-22). Successivamente divenne canonico del capitolo di Boroszló, arciprete di Opole, San Gallo, quindi prelato romano. Nel 1722 aveva accompagnato nel regno di Napoli, lo zio cardinale divenuto viceré nella città partenopea e qui fu ammesso nell'ordine dei cavalieri di Malta.
Nel 1728, a soli 26 anni, Michele Carlo Althann venne nominato arcivescovo di Bari e Canosa e primate delle Puglie. Fu probabilmente in occasione di tale nomina che Michele Carlo venne acclamato anche membro dell'Accademia dell'Arcadia col nome di Adromene Inuntino.
In seguito alla morte dello zio, avvenuta il 20 giugno 1734 ed al quasi contemporaneo passaggio di Napoli dalle mani della Casa d'Austria a quelle dei Borboni, giunse per Michele Federico Althann la nomina per "traslazione" dall'arcidiocesi di Bari e Canosa alla diocesi ungherese di Vác, di cui lo zio era stato fino alla morte vescovo-conte, dove si insediò (con titolo personale di arcivescovo) in qualità di vescovo-conte.
Superati i primi anni di difficoltà nella nuova sede, causati non solo dai contrasti con il Capitolo, ma anche da calamità naturali come la peste del 1740-41, Michele Carlo Althann si prodigò per lo sviluppo della città di Vác, impiegando quasi tutti i proventi derivanti dal titolo di vescovo-conte. Per prima cosa fece restaurare il vecchio palazzo vescovile, uscito gravemente danneggiato da un incendio nel 1731. I contrasti con il capitolo li risolse dividendo la città di Vác in città vescovile e città capitolare che costituiva un sesto del totale. Questo fu dovuto soprattutto a fattori economici, dal momento che si trattava di fatto di un feudo e come tale dava proventi al feudatario, ovvero al vescovo-conte, in questo modo fece che di tutta la diocesi solo un sesto della città di Vác passasse sotto la giurisdizione temporale del capitolo. Si impegnò quindi nella costruzione di nuove chiese e del convento dei padri scolopi, con annesse chiesa e della colonna della Santissima Trinità. A lui si deve anche la realizzazione nei pressi di Vác di allevamenti ittici, oltre alla costruzione, tra 1753 e 1757, del ponte sul fiume Gombás, decorato con sculture di József Bechert.
Dal punto di vista della riforma della giurisdizione ecclesiastica, Althann creò a Vác una nuova parrocchia, nella "città bassa" (Alsóváros), ricavandola dal territorio dell'unica parrocchia esistente in quel periodo nella città. Per la nuova parrocchia decise di finanziare, con i suoi proventi feudali, la costruzione di una chiesa dedicata a San Nicola di Bari, i cui lavori ebbero termine nel 1748 (chiesa oggi distrutta). Nel 1752 cercò, di avviare i lavori di ristrutturazione della cattedrale diocesana di San Michele secondo i progetti di Ignác Oracsek, lavori che di fatto furono iniziati dal successore Pál Forgách, ma che risultarono subito catastrofici e la chiesa divenne inagibile, tanto che il successore di Forgách, Károly Esterházy, decise di dislocare altrove la cattedrale che il successore Migazzi finalmente realizzò e decise di demolire la vecchia cattedrale di San Michele lasciando spazio alla piazza principale.
Michele Carlo Althan morì a Vienna il 6 giugno 1756 e venne sepolto a Vác nel cimitero di San Rocco.

## Genealogia episcopale
La genealogia episcopale è:
- Cardinale Sigismund von Kollonitz
- Cardinale Michele Federico Althann
- Arcivescovo Michele Carlo Althann